# Djuptjärnen (Tärna socken, Lappland)
Djuptjärnen är en sjö i Storumans kommun i Lappland och ingår i Umeälvens huvudavrinningsområde. Djuptjärnen ligger i Vindelfjällen Natura 2000-område.